# S-メチルシステイン
S-メチルシステイン(S-Methylcysteine)は、化学式CH3SCH2CH(NH2)CO2Hのアミノ酸である。システインのS-メチル化誘導体である。多くの食用の野菜を含む幅広い種類の植物で見られる。

## 生合成
遺伝的にはコードされていないアミノ酸であるが、システインの翻訳後メチル化による生じる。1つの経路は、zinc-cysteinate-containing repair enzymeによる、アルキル化DNAからのメチル基の転位である。
生物学的な役割に加え、キレート剤としても研究されている。